# Barre (statique)
Pour les articles homonymes, voir Barre.

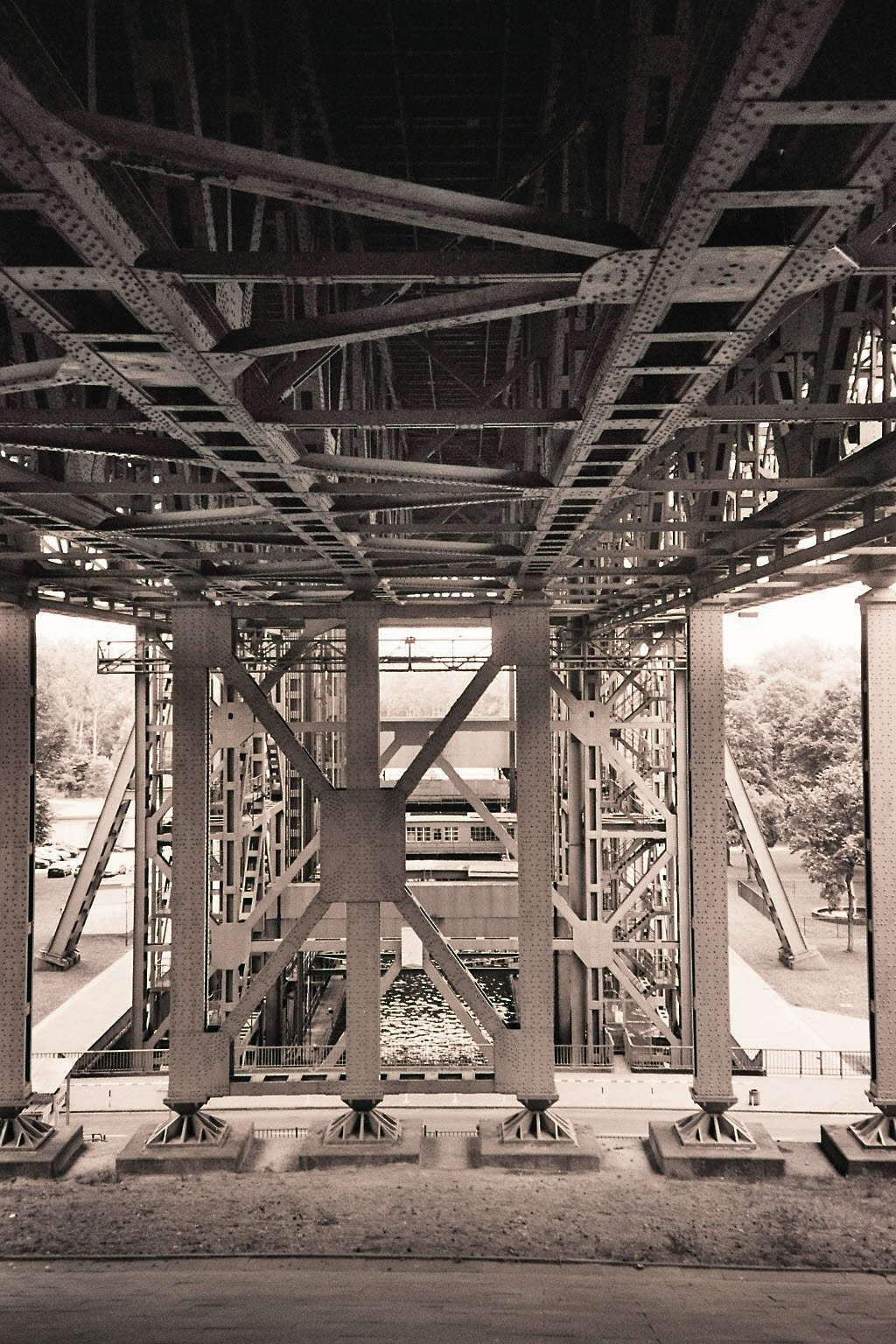
Éléments structurels d'une structure en acier, ici conçus comme supports pendulaires

Une barre est la poutre la plus simple dans un ouvrage porteur de type réticulé: une ferme, un treillis, un portique. L'axe de la barre représente le centre d'inertie d'un composant. Il peut transmettre des forces normales, et en trois dimensions également des forces de torsion. Une structure constituée de barres est calculée à l'aide de la statique des barres ; une structure porteuse constituée de poutrelles selon la statique des poutres.
Les barres sont caractérisées par leur longueur L et leur rigidité E·A où
- le module d'élasticité E
- la surface transversale A

Ces propriétés sont suffisantes et attendues. Si les relations entre la raideur en traction des barres individuelles est connue, les forces dans les barres peuvent être calculées à l'aide de la Théorie de l'élasticité linéaire (Voir Elastizitätstheorie (de)).
Étant donné que les matériaux se comportent généralement de manière plastique (de) et visqueuse, leur utilisation influence également le comportement porteur des systèmes statiquement indéterminés. Voir par exemple rotule plastique.
Une structure constituée de barres peut être statiquement déterminée ou statiquement indéterminée. Il existe des structures de barres bidimensionnelles et tridimensionnelles.